# Villeroy (Somme)
Villeroy település Franciaországban, Somme megyében. Lakosainak száma 175 fő (2022. január 1.). Villeroy Cerisy-Buleux, Foucaucourt-Hors-Nesle, Mouflières, Oisemont, Ramburelles és Rambures községekkel határos.

## Népesség
A település népessége az elmúlt években az alábbi módon változott:
| Lakosok száma | 203  | 196  | 198  | 190  | 186  | 182  | 178  | 177  | 175  |
|               | 2013 | 2015 | 2016 | 2017 | 2018 | 2019 | 2020 | 2021 | 2022 |